# Acrocercops antigrapha
Acrocercops antigrapha är en fjärilsart som beskrevs av Turner 1926. Acrocercops antigrapha ingår i släktet Acrocercops och familjen styltmalar. Inga underarter finns listade i Catalogue of Life.